# Цезарь (кинотеатр, Алма-Ата)
«Цезарь» — кинотеатр в Алматы, функционировавший с 2003 по 2023 год.

## История
В июле 2003 года открылся второй кинозал за постсоветскую историю Алма-Аты. На торжественной презентации нового кинотеатра «Цезарь» право перерезать красную ленточку и выпустить белых голубей доверили известному казахстанскому артисту Асанали Ашимову. Кинотеатр располагает залом на 250 посадочных мест, из которых 26 VIP-места.
В одном здании с кинотеатром располагалось казино. Позднее оно было закрыто в связи с созданием специализированных игорных зон в Капчагае (ныне город Конаев) и Боровом.
Кинотеатр регулярно становится площадкой для проведения многочисленных тематических фестивалей. Так, в 2010 году проходил фестиваль немецкого кино, в 2012 — израильского, в 2014 — японского, в 2017 — венгерского.
1 мая 2023 года кинотеатр прекратил работу, на его месте появился рок-клуб.

## Киноклуб Олега Борецкого
В 2003 году в кинотеатре начался проект казахстанского кинокритика — Олега Борецкого. Киноклуб функционирует с сентября по июнь. Кинотеатр «Цезарь» насчитывает 250 мест, из них 80 — принадлежат членам клуба, а остальные — доступны всем желающим. Формируется тематическое расписание на месяц, что позволяет охватить определённую тематику с разных сторон.
Зрители не только смотрят фильмы, но и участвуют в их обсуждении, высказывают свою точку зрения и делятся мнением друг с другом. Репертуар киноклуба формируется из известных нестандартных фильмов, а также из победителей кинофестивалей. Во время проведения тематических фестивалей в кинотеатре «Цезарь» проводятся специальные заседания клуба с участием создателей и актёров фильма, которые отвечают на вопросы зрителей и проводят с ними дискуссии.